# Драјден (Вирџинија)
Драјден (енгл. Dryden) насељено је место без административног статуса у америчкој савезној држави Вирџинија.

## Демографија
По попису из 2010. године број становника је 1.208, што је 45 (-3,6%) становника мање него 2000. године.
| Група             | 2000.         | 2010.         |
| Белци             | 1.235 (98,6%) | 1.177 (97,4%) |
| Афроамериканци    | 9 (0,7%)      | 6 (0,5%)      |
| Азијати           | 3 (0,2%)      | 8 (0,7%)      |
| Хиспаноамериканци | 2 (0,2%)      | 4 (0,3%)      |
| Укупно            | 1.253         | 1.208         |